# جيسي ماكاي
جيسي ماكاي (بالإنجليزية: Jessie Mackay) (1864 - 23 أغسطس 1938)؛ كاتِبة، صحفية وشاعرة نيوزيلندية.